# Synthemis serendipita
Synthemis serendipita là loài chuồn chuồn trong họ Synthemistidae. Loài này được Winstanley mô tả khoa học đầu tiên năm 1984.